# 郭志炜
郭志炜（1980年11月—），男，汉族，河北赤城人，中华人民共和国政治人物。现任张家口市政协副主席，张家口市体育局局长。第十四届全国人大代表。